# Nagishlamina River
Der Nagishlamina River ist ein 41 Kilometer langer Fluss im Südwesten des US-Bundesstaats Alaska.

## Flusslauf
Der Nagishlamina River entspringt 10 km nördlich des Chakachamna Lake im äußersten Südwesten der Alaskakette auf einer Höhe von etwa 1370 m. Er fließt anfangs 6,5 km nach Norden, anschließend 4 km nach Nordosten. Er nimmt Sickerwasser vom South-Twin-Gletscher auf und wendet sich in Richtung Südsüdost und behält diesen Kurs bis zu seiner Mündung in das Nordostufer des Chakachamna Lake bei. Er bildet auf diesem Flussabschnitt die südwestliche Abgrenzung der Tordrillo Mountains. Er nimmt das Schmelzwasser des Harpoon-Gletschers und des Pothole-Gletschers linksseitig auf. Der Nagishlamina River entwässert ein Areal von etwa 315 km².

## Namensgebung
Der Flussname stammt aus der Tanaina-Sprache und wurde 1927 von S. R. Capps vom U.S. Geological Survey (USGS) gemeldet.